# Alpine Spaniel

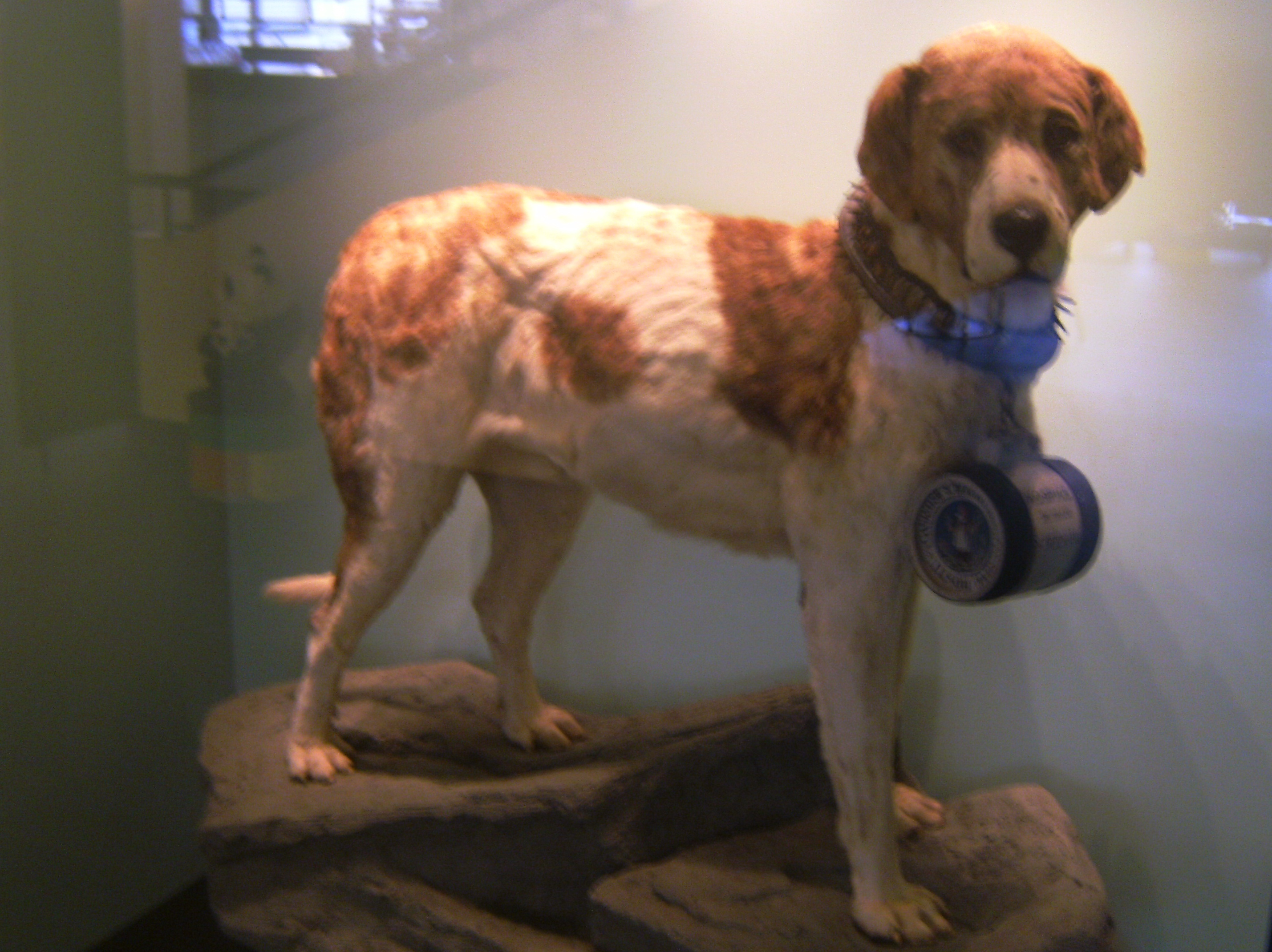
Corpo imbalsamato di Barry

L'Alpine Spaniel è una razza di cane estinta che è stata utilizzata nei soccorsi in montagna dai Canonici Agostiniani, che gestiscono gli ospizi nella regione intorno al Colle del Gran San Bernardo. Lo spaniel era un grosso cane noto per il suo spesso mantello riccio. Uno degli esemplari più famosi di Alpine Spaniel è Barry. A causa delle condizioni nelle Alpi e per una serie di incidenti, la razza ha rischiato l'estinzione. Secondo prove reperti conservati presso il Museo di storia naturale di Berna mostrano che in questo periodo di tempo venivano utilizzate due razze distinte di cani nella zona.

## Storia
Gli Alpine Spaniel erano tenuti dai canonici dei monasteri delle Alpi per cercare i viaggiatori che si smarrivano durante le forti tempeste di neve, vicino all'Ospizio del Gran San Bernardo nel Colle del Gran San Bernardo tra l'Italia e la Svizzera.
I cani venivano inviati in coppia per cercare i viaggiatori caduti e venivano addestrati in modo che dopo averli trovati tornassero ai canoni per ricondurre i soccorritori agli sfortunati individui. 
La razza alpina era anche usata come cane da guardia per proteggere pecore e bovini delle regioni montuose, compreso l'Himalaya.

## Origine della razza
L'Alpine Spaniel è stato uno degli antenati genetici diretti del San Bernardo . Dall'anno 1830 in poi, i canonici dei monaci delle Alpi svizzere iniziarono ad incrociare i loro cani con il Terranova . Si aspettavano che la prole di questo incrocio avesse il pelo lungo del Terranova e che i cani sarebbero stati meglio protetti dal freddo. Sfortunatamente, il ghiaccio e la neve si sono accumulati sui lunghi capelli rendendo i cani non più efficaci cani da salvataggio. I monasteri hanno dato questi cani a pelo lungo alle persone che vivevano nelle valli svizzere circostanti.
Nel 1855 fu aperto un libro genealogico per questo incrocio, con questo l'ospizio fu dotato di cani adatti e i cani furono esportati anche all'estero. Molte persone hanno iniziato ad allevare questi cani a casaccio, ottenendo il loro aspetto moderno che conosciamo oggi. Nel 1868, divenne più comune riferirsi a questa razza come il "cane San Bernardo" rispetto allo Spaniel alpino.